# Wies
Wies är en ort och kommun i Österrike. Den ligger i distriktet Deutschlandsberg i förbundslandet Steiermark, 190 kilometer sydväst om huvudstaden Wien.
Den nuvarande kommunen bildades 2015 vid en kommunreform i Steiermark genom en sammanslagning av kommunerna Limberg bei Wies, Wernersdorf, Wielfresen och Wies. Den består av 17 orter (Ortschaften) (inom parentes invånarantal 1 januari 2024):

- Altenmarkt (928)
- Aug (146)
- Buchegg (45)
- Buchenberg (86)
- Etzendorf (161)
- Gaißeregg (132)
- Gieselegg (55)
- Kogl (223)
- Lamberg (40)
- Limberg (238)
- Mitterlimberg (648)
- Pörbach (142)
- Unterfresen (419)
- Vordersdorf (404)
- Wernersdorf (161)
- Wiel (108)
- Wies (350)